# 康雍
康雍（1931年—2003年10月19日）祖籍河北，生于辽宁义县，中华人民共和国书法家。

## 生平
1953年，康雍随家兄康殷（大康）学习书法、绘画。1960年代初，开始专攻汉隶以及晋唐楷书，并受到包于轨的指导。20世纪末，曾临摹《石门颂》以及郑道昭云峰山刻石。康雍作品曾经参加全国第一、二、三届书法篆刻展。康雍是中国书法家协会会员。
2003年10月19日，康雍在北京病逝，享年73岁。

## 作品
康雍出版过隶书字帖《龙江颂》、《唐九成宫醴泉铭》（临本）、《汉隶七种选临》（曹全碑部分）。

## 家庭
- 子：康默如，号“小康”。
- 大哥：康殷
- 四弟：康宁（四康）
- 五妹：康静
- 六弟：康庄（六康）